# Храмцова, Дарья Юрьевна
Дарья Юрьевна Храмцова (род. 7 января 1990, Калуга) — российская легкоатлетка. Мастер спорта России (2011). Бронзовый призёр Кубка России по легкоатлетическим многоборьям (2013).

## Биография
Дарья Храмцова родилась в Калуге 7 января 1990 года. Училась в калужских школах № 7 (1997–2005) и 5  (2005–2007).
Занималась  баскетболом. Но после ухода тренера по рекомендации учителя физкультуры перешла в   секцию легкой атлетики  (СДЮШОР «Темп»). Пробовала себя во всех видах. Тренер Лариса Владимировна Шнырь определила Дарью в  прыжки  в высоту. В 15 лет на первенстве России среди юниоров  она  показала результат 165 сантиметров. На чемпионате и первенстве Центрального федерального округа преодолела планку на высоте 170 сантиметров.
В  2008 году из-за травмы колена перешла в многоборье. В 2010  году на чемпионате и первенстве страны в Чебоксарах выполнила норматив мастера спорта России по легкоатлетическому многоборью. Входила в состав молодежной сборной России.
В 2013 году на Кубке России по легкоатлетическим многоборьям заняла третье место.

## Образование
Калужский государственный университет имени К. Э. Циолковского (институт социальных отношений).

## Личная жизнь
Не замужем. Детей нет.